# استیو جکسون
استیو جکسون (انگلیسی: Steve Jackson؛ زادهٔ ۲۰ مهٔ ۱۹۵۱) ناشر، نویسنده و کارآفرین اهل بریتانیا است، که در سال ۱۹۷۵ شرکت گیمز ورکشاپ را تأسیس کرد.